# 알도 도나티
알도 도나티(이탈리아어: Aldo Donati; 1910년 9월 29일, 에밀리아-로마냐 주 볼로냐 ~ 1984년 11월 3일, 라치오 주 로마)는 이탈리아의 전 축구 선수로, 현역 시절 미드필더로 활약했다.

## 클럽 경력
볼로냐 출신인 도나티는 1930년대에 볼로냐와 로마에서 활약했다. 그는 이 시기에 세리에 A 무대에서 201번의 경기에 출전해 4골을 기록했다. 그는 볼로냐 소속으로 19세의 나이에 세리에 A 신고식을 치러 고향에서 8년을 보냈고, 1935-36 시즌과 1936-37 시즌에 방패를 획득했고, 미트로파컵도 거머쥐었다. 이듬해 그는 로마로 이적해 7년을 보냈다. 그는 1941-42 시즌에 개인 통산 3번째 세리에 A 방패(로마의 첫 리그 우승)를 우승한 뒤 은퇴했다. 제2차 세계 대전이 발발한 후, 그는 인테르나치오날레 소소긍로 1945-46 시즌을 보내기도 했다.

## 국가대표팀 경력
그는 1938년에 정상에 오르게 될 이탈리아 국가대표팀 선수단에 후보 선수로 승선했지만, 이탈리아 국가대표팀 경기에 출전한 적은 없다.

## 수상

### 클럽
볼로냐
- 세리에 A: 1935–36, 1936–37
- 미트로파컵: 1932, 1934

로마
- 세리에 A: 1941–42

### 국가대표팀
이탈리아
- 월드컵: 1938